# Wiadukt Almond Valley
Wiadukt Almond Valley (ang. Almond Valley Viaduct, także Ratho Viaduct, Newbridge Viaduct) – wiadukt kolejowy, położony na granicy hrabstw West Lothian i Edynburg w Szkocji.

## Opis
Wiadukt wybudowano razem z położonym na północ, zabytkowym wiaduktem Broxburn Viaduct i tunelem przeprowadzonym na znacznej długości, pod miejscowością Winchburgh. Kamienny wiadukt łukowy, wybudowany z piaskowca, położony jest ok. 3 km na wschód od miejscowości Broxburn. Jest częścią linii kolejowej towarzystwa "Edinburgh and Glasgow Railway". Jest używany obecnie, prowadzi przez niego dwutorowa linia połączenia kolejowego pomiędzy Glasgow przez Falkirk do Edynburga, przebiegająca przez szeroką dolinę rzeki Almond. Wiadukt posiada 36 przęseł łukowych o prześwicie szerokości 15,2 m i wysokości 21 m. Projektantem wiaduktu i całej trasy był John Miller, inżynier budownictwa lądowego z firmy "Grainger and Miller" z Edynburga. W 1971 roku wiadukt został wpisany na szkocką listę zabytków, w najwyższej kategorii A.

## Historia
Przed rozpoczęciem budowy rozpisano przetarg na wykonanie prac. Kontrakt został przyznany firmie "John Gibb i Son" z Aberdeen i opiewał na sumę 147 669 funtów. Okazało się, że Gibbsowie popełnili błąd w swoich obliczeniach, co spowodowało, że stracili w tym projekcie sumę ok. 40 000 funtów, honorując wcześniej podaną błędną kalkulację. Budowę wiaduktu rozpoczęto w listopadzie 1839 roku i zakończono w przeciągu 20 miesięcy. Początkowo filary wiaduktu były puste w środku, ale żeby przystosować wiadukt do ruchu pociągów jeżdżących z wyższą prędkością w latach 50. XX wieku zalano je betonem. W 1988 roku otrzymał dodatkowe wzmocnienie w postaci stalowych taśm umieszczonych wokół łuków.

## Galeria

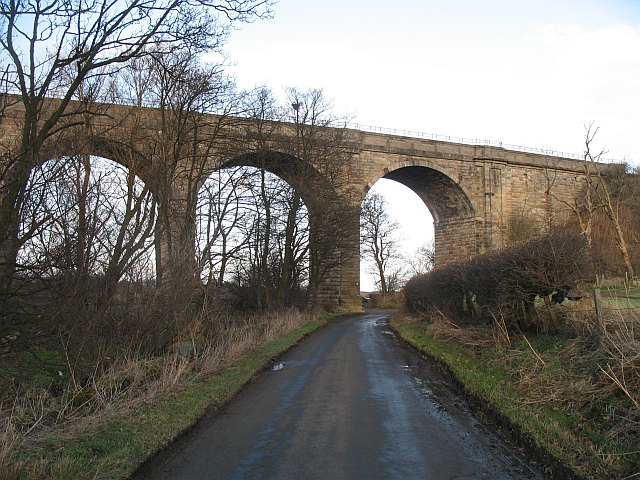
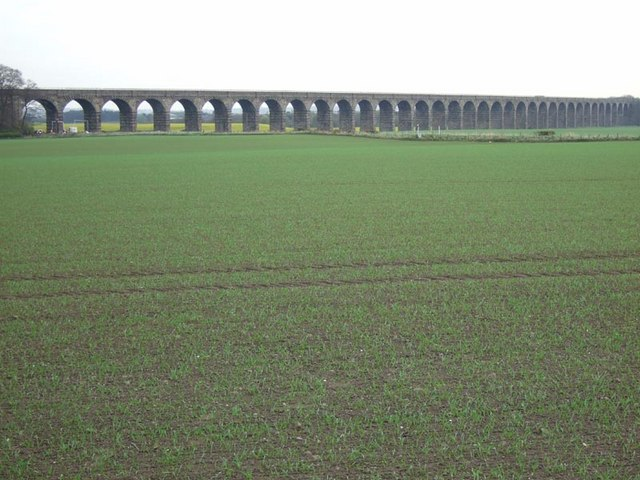